# Ромбака
Ромбака — река в России, протекает по территории Терского района Мурманской области. Устье реки находится в 19 км по правому берегу реки Кицы. Длина реки — 26 км, площадь её водосборного бассейна — 112 км².

## Данные водного реестра
По данным государственного водного реестра России, относится к Баренцево-Беломорскому бассейновому округу, водохозяйственный участок реки — реки бассейна Белого моря от западной границы бассейна реки Иоканга (мыс Святой Нос) до восточной границы бассейна реки Нива, без реки Поной, речной подбассейн отсутствует. Речной бассейн реки — бассейны рек Кольского полуострова и Карелии, впадает в Белое море.